# Adam Matthews
Adam James Matthews (* 13. Januar 1992 in Swansea) ist ein walisischer Fußballspieler.

## Vereinskarriere
Adam Matthews wurde in Swansea geboren der zweitgrößten Stadt in Wales und besuchte als Jugendlicher die Penyrheol Comprehensive School in Cardiff. Im Alter von 8 Jahren begann Matthews bei Cardiff City mit dem Fußballspielen, zuvor spielte er Rugby bei den Ospreys aus Swansea. Bei Cardiff durchlief er die gesamte Jugend, bevor er in der Spielzeit 2009/10 der Football League Championship sein Profidebüt gegen den FC Blackpool gab. In der gleichen Spielzeit konnte er auch das erste Profitor seiner Karriere erzielen, beim 4:0-Auswärtssieg gegen den FC Watford. Am Saisonende kam Matthews mit Cardiff bis in die Playoffs, verlor dort aber gegen den FC Blackpool im Elfmeterschießen. In der folgenden Saison verlor er mit seinem Team gegen den FC Reading und konnte sich wieder in den Playoffs nicht durchsetzen. Bereits im Februar 2011 hatte sich der Abwehrspieler mit Celtic Glasgow aus der Scottish Premier League auf einen Vertrag ab der neuen Spielzeit geeinigt. Dort unterschrieb er für vier Jahre und sollte Andreas Hinkel ersetzen, dessen Vertrag nicht verlängert worden war. Adam Matthews gewann in der folge mit Celtic viermal hintereinander die Schottische Meisterschaft sowie einmal den Pokal und Ligapokal. Am Saisonende 2014/15 wurde der Waliser für eine Ablösesumme von 2 Mio.£ an den AFC Sunderland verkauft.

## Nationalmannschaft
Für Wales spielt Matthews seit der U-17. Für die A-Elf von Wales debütierte er beim Nations Cup 2011 bei der 1:3-Niederlage gegen Schottland, nachdem er für Neal Eardley ins Spiel kam.

## Erfolge
- Schottischer Meister (4): 2012, 2013, 2014, 2015
- Schottischer Pokal (1): 2013
- Schottischer Ligapokal (1): 2015